# الظاهر سيف الدين بلباي
السلطان الملك الظاهر أبو سعيد سيف الدين الاينالى المؤيدى (يلباى في تسمية ابن تغرى وابن إياس)، (توفي في الإسكندرية في 19 سبتمبر 1468م). سلطان الدولة المملوكية البرجية (الشركسية) السابع عشر، سُمي في شبابه «يلباى تلي وتعني يلباي المجنون» ، أستاذه الأول كان «إينال ضضع» ولذلك سمي بالإينالي، وأستاذه الثانى السلطان المؤيد شيخ ولذلك لُقب بالمؤيدي. جلس على عرش مصر في 9 اكتوبر 1467م وقد تخطى السبعين من عمره، بعد وفاة السلطان الظاهر خشقدم، وحكم صورياً لمدة شهرين إلا أربعة أيام حتى عُزل في 7 ديسمبر 1467م.

## قبل السلطنة
جاء بلباى إلى مصر واشتراه السلطان المؤيد شيخ وضمه لمماليكه قبل عام 1417م وثم عتقه وضمه للمماليك السلطانية وسكن في قلعة الجبل، وبعدما توفي المؤيد أصبح خاصكى وظل على هذا الحال حتى أصبح من أعيان الخاصكية وأعطاه الأشرف برسباى ثُلث قرية طحوريا (في مركز شبين القناطر في القليوبية) كإقطاع يعيش منه، وثم نقله السلطان العزيز يوسف لنصف بنها العسل. في بدايات دولة السلطان الظاهر جقمق عُين ساقى وثم أصبح رأس نوبة. استطاع بلباي ان يمسك العزيز يوسف الذي هرب من قلعة الجبل ووأرسله للسلطان جقمق في القلعة ففرح به وأعطاه قرية سرياقوس فوق إقطاعاته التي يملكها وترقى وأصبح أمير طبلخاناه ووظل هكذا حتى تسلطن المنصور عثمان فقبض عليه لسبب ما وحبس في الإسكندرية وظل محبوساً حتى أطلق سراحه السلطان الأشرف إينال وأرسله ليعيش في دمياط وثم نقله إلى القاهرة، وبعد بضعة ترقيات وصل لمركز حاجب حجاب مصر وظل في هذا المركز حتى نال منصب أمير آخورية الكبرى، ثم أصبح أتابك العسكرالمصرى في سبتمبر 1466م وظل في هذا المنصب حتى توفي السلطان الظاهر خشقدم ورشحوه «الأجلاب» باعتباره أتابك العسكر ووافق المماليك والأمراء واتفقوا على تنصيبه مع أنه في الواقع لم يكن يريد السلطنة وعندما أخبره الأمراء أنهم يريدونه سلطاناً، امتنع لكن كما قال ابن تغري: «لم يلتفتوا إلى كلامه»  ، وأخذوه إلى القصر السلطانة من باب، وعندما أتى بقية الأمراء وجدوا الباب قد وقع فدخلوا القصر من الإيوان فتفاءل الناس بزوال ملكه بسرعة. وقبل الأمراء الأرض له وتسلطن سريعاً دون أن يركب حصاناً بأبهة السلطان كما كانت العادة. بعد السلطنة عُين الأمير تمربغا أتابكاً للعسكر الذي كان منصب بلباي قبل السلطنة.

## بعد السلطنة
نُصب بلباي وقد ناهز السبعين بلقب «الظاهر» بعد دفن «خشقدم» على عكس العادة في أن يتم تنصيب السلطان الجديد قبل دفن السلطان المتوفى.
أصيب الظاهر بلباى بحالة نفسية بعد سلطنته أو كما قال ابن تغرى «غطاه المنصب وصار كالمذهول، ولزم السكات وعدم الكلام» ، فبقي سلطاناً ضعيف الشخصية لا يحكم في شيء، والحاكم الفعلى كان الدويدار الكبير «خاير بك» (أو خير بك)، ولما كان بلباي يُسأل عن شيء كان يرد: «إيش كنت أنا، قل له» (يعنى لخاير بك) حتى انتشرت الجملة بين عامة المصريين وأصبحوا يسمونه «إيش كنت انا قل له»، وكانت عندما تُقدم له قضية أو مظلمة كان يقول: «قولوا لخاير بك». وعلاوة على ذلك يقول ابن تغري أن بلباي لم يكن يعرف القراءة ولا يستطيع التوقيع المستندات دون أن يضع له نقاط يملؤها وبتلك الطريقة اضطربت أحوال السلطنة وزادت سطوة «الجلبان» وعانت الناس.
كان خاير بك زعيم المماليك «الخشقدمية» أصبح والظاهر بلباي بقى لعبة في أيديهم وأصبحوا هم من يسيطر على البلاد، وتسبب ذلك في نشوب تمرد قام به المماليك «المؤيدية» وكان هؤلاء مماليك السلطان " المؤيد أحمد "، وقامت معركة بين الطرفين انتهت بانتصار الخشقدمية وعزلوا بلباة الذي أظهر ضعفاً كبيراً وقلة حيلة، وهو في طريقه إلى سجن الإسكندرية كان يقول: «وا الله ما أنا بسلطان، أنا أمير، وماذا أعمل بالسلطنة، سني كبر وعقلى ذهل، بالله سلم على السلطان وقل له أنى لستُ السلطان»، وظل يبكي فيقول ابن تغري: «كان قديماً يُعرف بيلباى المجنون، فهذه كانت شهرته قديماً وحديثاً في أيام شبابه، فما بالك به بعدما شاخ وكبر سنه وذهل عقله وقل نظره وسمعه».

## خلعه
أصدر الأمراء صورة شرعية بخلع الظاهر بلباي على أساس أنه عاجز عن تدبير السلطنة وعزلوه وسُجن في سجن الإسكندرية، ونصبوا الظاهر تمر بغا الرومي مكانه. تُوفي الظاهر بلباي في عهد السلطان الأشرف قايتباي في 19 سبتمبر 1468م في سجن الإسكندرية بعدما مرض بالطاعون.
حكم الظاهر بلباى شهرين إلا أربعة أيام ولم يكن سلطاناً إلا بالاسم فقط وولم يكن هناك سلطاناً في سنه خُلع في مدة أقل من مدته. ورغم قصر مدته كانت أيامه مضطربة وزادت فيها الأسعار وكثرت السرقات وحدثت مظالم كثيرة ويقول ابن تغري: «وصار فيها كل مفعول جائز» ووصف أيامه بإنها كانت «نكدة، قليلة الخير، كثيرة الشر». وكمختصر لحكايته يقول: «وبالجملة كانت سلطنته غلطة من غلطات الدهر».
وُصف الظاهر بلباى بأنه كان ضخم سليم النية لم يكن له دراية بأمور الحكم، وكان سمج الشكل سيء الخلق، بخيلٌ طويل اللسان، وختم ابن تغرى ترجمة الظاهر بلباى بقوله: «وبالجملة كان رجلاً ساكناً غير أهل للسلطنة-رحمه الله وعفا عنه».

## عملاته وألقابه
وُجد للظاهر بلباي درهمٌ فريدٌ من نوعه لم يظهر عليه غير اسمه «بلباى»، وهذا يظهر اسمه الصحيح حيث لأن ابن تغري وابن إياس أسموه «يلباى».